# Baume-les-Dames
Baume-les-Dames és un municipi francès situat al departament del Doubs i a la regió de Borgonya - Franc Comtat. L'any 2007 tenia 5.333 habitants.

## Demografia

### Població
El 2007 la població de fet de Baume-les-Dames era de 5.333 persones. Hi havia 2.312 famílies de les quals 858 eren unipersonals (325 homes vivint sols i 533 dones vivint soles), 701 parelles sense fills, 533 parelles amb fills i 220 famílies monoparentals amb fills.
La població ha evolucionat segons el següent gràfic:
Habitants censats

### Habitatges
El 2007 hi havia 2.653 habitatges, 2.352 eren l'habitatge principal de la família, 74 eren segones residències i 228 estaven desocupats. 1.343 eren cases i 1.296 eren apartaments. Dels 2.352 habitatges principals, 1.313 estaven ocupats pels seus propietaris, 986 estaven llogats i ocupats pels llogaters i 53 estaven cedits a títol gratuït; 76 tenien una cambra, 202 en tenien dues, 446 en tenien tres, 698 en tenien quatre i 929 en tenien cinc o més. 1.489 habitatges disposaven pel capbaix d'una plaça de pàrquing. A 1.219 habitatges hi havia un automòbil i a 701 n'hi havia dos o més.

### Piràmide de població
La piràmide de població per edats i sexe el 2009 era:
| Homes | Edats   | Dones |
| ----- | ------- | ----- |
| 0     | 95 o +  | 8     |
| 8     | 90 a 94 | 48    |
| 36    | 85 a 89 | 88    |
| 48    | 80 a 84 | 108   |
| 80    | 75 a 79 | 160   |
| 100   | 70 a 74 | 112   |
| 140   | 65 a 69 | 196   |
| 128   | 60 a 64 | 120   |
| 140   | 55 a 59 | 144   |
| 128   | 50 a 54 | 196   |
| 156   | 45 a 49 | 136   |
| 160   | 40 a 44 | 120   |
| 192   | 35 a 39 | 180   |
| 220   | 30 a 34 | 200   |
| 212   | 25 a 29 | 280   |
| 160   | 20 a 24 | 140   |
| 189   | 15 a 19 | 128   |
| 148   | 10 a 14 | 188   |
| 128   | 5 a 9   | 185   |
| 160   | 0 a 4   | 136   |

## Economia
El 2007 la població en edat de treballar era de 3.254 persones, 2.411 eren actives i 843 eren inactives. De les 2.411 persones actives 2.188 estaven ocupades (1.159 homes i 1.029 dones) i 223 estaven aturades (88 homes i 135 dones). De les 843 persones inactives 354 estaven jubilades, 278 estaven estudiant i 211 estaven classificades com a «altres inactius».

### Ingressos
El 2009 a Baume-les-Dames hi havia 2.398 unitats fiscals que integraven 5.209 persones, la mediana anual d'ingressos fiscals per persona era de 17.041 €.

### Activitats econòmiques
Dels 363 establiments que hi havia el 2007, 4 eren d'empreses extractives, 8 d'empreses alimentàries, 2 d'empreses de fabricació de material elèctric, 19 d'empreses de fabricació d'altres productes industrials, 44 d'empreses de construcció, 95 d'empreses de comerç i reparació d'automòbils, 11 d'empreses de transport, 25 d'empreses d'hostatgeria i restauració, 8 d'empreses d'informació i comunicació, 25 d'empreses financeres, 17 d'empreses immobiliàries, 34 d'empreses de serveis, 43 d'entitats de l'administració pública i 28 d'empreses classificades com a «altres activitats de serveis».
Dels 99 establiments de servei als particulars que hi havia el 2009, 1 era una oficina d'administració d'Hisenda pública, 1 gendarmeria, 1 oficina de correu, 5 oficines bancàries, 2 funeràries, 12 tallers de reparació d'automòbils i de material agrícola, 1 taller d'inspecció tècnica de vehicles, 1 establiment de lloguer de cotxes, 3 autoescoles, 5 paletes, 6 guixaires pintors, 11 fusteries, 5 lampisteries, 7 electricistes, 14 perruqueries, 2 veterinaris, 2 agències de treball temporal, 12 restaurants, 3 agències immobiliàries, 2 tintoreries i 3 salons de bellesa.
Dels 43 establiments comercials que hi havia el 2009, 3 eren supermercats, 3 grans superfícies de material de bricolatge, 1 una botiga de més de 120 m², 5 fleques, 3 carnisseries, 2 llibreries, 9 botigues de roba, 3 botigues d'equipament de la llar, 2 sabateries, 1 una sabateria, 1 una botiga d'electrodomèstics, 3 botigues de material esportiu, 1 una botiga de material de revestiment de parets i terra, 2 joieries i 4 floristeries.
L'any 2000 a Baume-les-Dames hi havia 9 explotacions agrícoles.

## Equipaments sanitaris i escolars
El 2009 hi havia 1 hospital de tractaments de curta durada, 1 hospital de tractaments de mitja durada (seguiment i rehabilitació), 1 un hospital de tractaments de llarga durada, 3 farmàcies i 2 ambulàncies.
El 2009 hi havia 2 escoles maternals i 3 escoles elementals. A Baume-les-Dames hi havia 1 col·legi d'educació secundària i 1 liceu tecnològic. Als col·legis d'educació secundària hi havia 483 alumnes i als liceus tecnològics 226.

## Poblacions més properes
El següent diagrama mostra les poblacions més properes.